# Koca Mehmed Ragıp Pascià
Koca Mehmed Ragıp Pascià (Istanbul, 1698 – Istanbul, 8 aprile 1763) è stato un politico ottomano.
Servì come funzionario prima del 1744 come governatore dell'Egitto dal 1744 al 1748 e Gran Visir dal 1757 al 1763. Era anche conosciuto come poeta. Il suo epiteto "Koca" significa "grande" o "gigante" in turco.

## Biografia

### Primi anni
Suo padre era Şevki Mustafa, un burocrate dell'Impero Ottomano. Dopo aver completato la sua istruzione, Mehmet Ragıp lavorò in varie parti dell'impero come funzionario. Servì come tesoriere capo a Baghdad (allora parte dell'Impero Ottomano). Fu un membro dei rappresentanti ottomani nel trattato di Belgrado nel 1739. Fu promosso al posto di reis ül-küttab (equivalente ad un moderno ministro degli esteri) nel 1740. Fu governatore dell'Egitto ottomano dal 1744 al 1748, quando fu costretto a dimettersi dalle truppe locali.

### Gran visierato

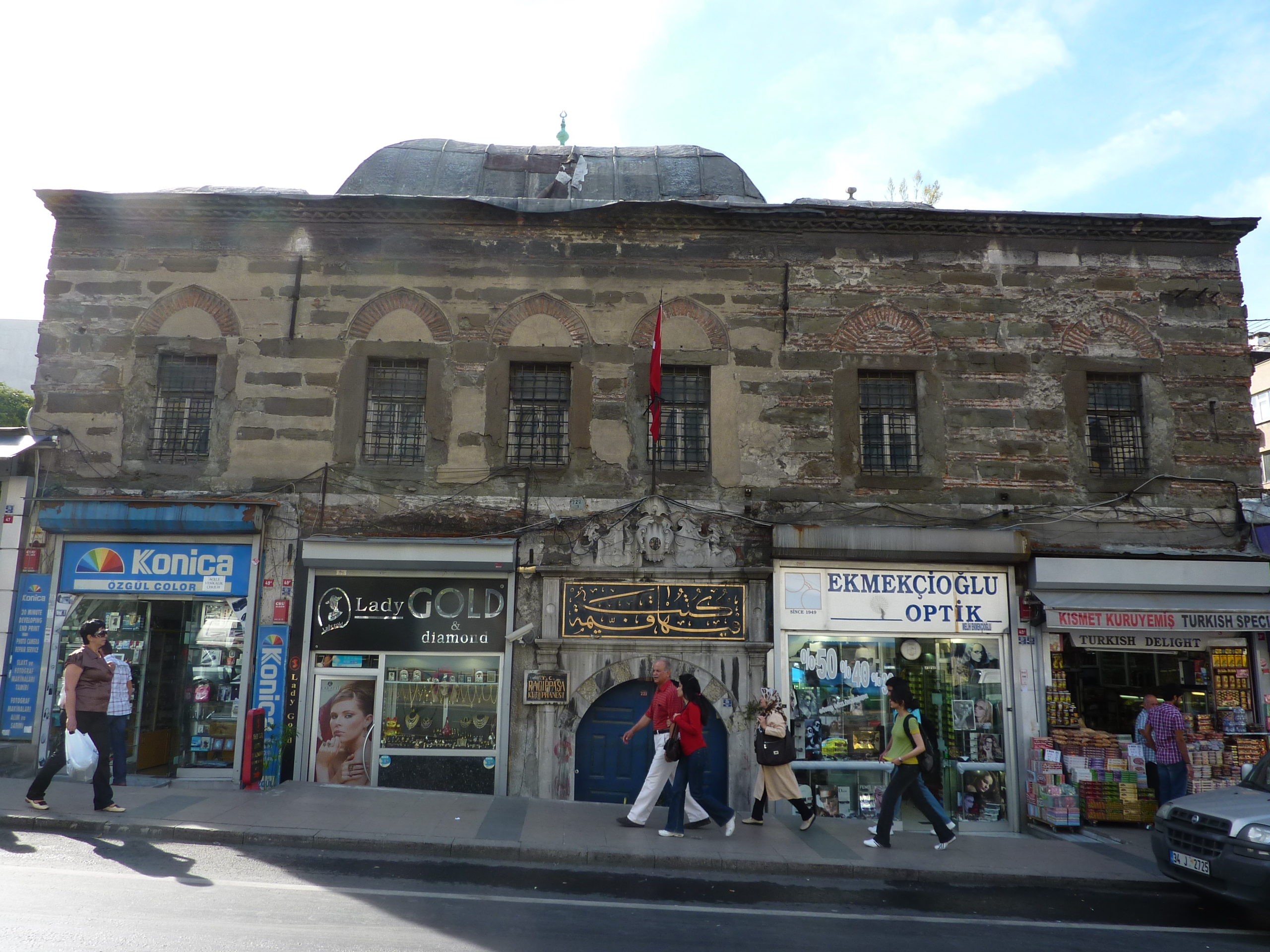
La biblioteca Ragıp Pascià, ad Istanbul

Fu nominato Gran Visir il 12 gennaio 1757 dal sultano Osman III. Quando Osman III morì dieci mesi dopo, Mehmet Ragıp Pascià continuò sotto il nuovo sultano Mustafa III con il quale aveva ottimi rapporti. Si sposò con Saliha, la sorella del sultano, e ottenne il titolo di damat (genero della dinastia ottomana).
Il mandato di Ragıp fu durante il declino ottomano. Ciononostante promulgò delle riforme dell'amministrazione e della tesoreria ottomana. Per la prima volta le entrate ottomane superarono le spese. Era un fautore della politica di pace. Il suo mandato coincide quasi con la Guerra dei Sette Anni in Europa (1756-1763). Nonostante il pericolo di guerra, fu in grado di mantenere l'Impero Ottomano fuori dal conflitto. Alla sua morte, Mustafa III scrisse un ağıt (elegia) esprimendo il suo dolore per il suo buon amico.